# 新尼克 (諾夫哥羅德-謝韋爾斯基區)
52°11′5″N 33°9′35″E / 52.18472°N 33.15972°E
新尼克（烏克蘭語：Новеньке），是烏克蘭的村落，位於該國北部切爾尼戈夫州，由諾夫哥羅德-謝韋爾斯基區負責管轄，面積0.31平方公里，海拔高度187米，2001年人口30，人口密度每平方公里96.8人。